# Рыжково (Удомельский район)
Рыжково — деревня в Удомельском городском округе Тверской области.

## География
Деревня находится в северной части Тверской области на расстоянии менее 2 км на запад по прямой от поселка Брусово.

## История
Впервые упоминается в 1545 году. В 1859 году принадлежала помещику Н. П. Ресину. Дворов (хозяйств) было учтено 8 (1859), 15(1886), 22 (1911), 55 (1961), 24 (1986), 22 (2000). В советский период истории работали колхозы «Рыжково», им. Кагановича, им. Сталина и «Ленинский путь». До 2015 года входила в состав Брусовского сельского поселения до упразднения последнего. С 2015 года в составе Удомельского городского округа.

## Население
Численность населения: 81 человек (1886 год), 122 (1911), 127 (1961), 38 (1986), 38 (2000), 32 (русские 97 %) в 2002 году, 22 в 2010.